# San Leandro (1787)
El San Leandro fue un navío español de 64 cañones nominales, catalogado como de tercera clase según los estándares británicos, aunque otras fuentes lo encuadran como de cuarta categoría, con distribución en dos cubiertas. Fue construido en los Reales Astilleros de Esteiro en Ferrol y botado en 1787. Pertenece al proyecto de Romero Landa, fabricado tomando como referencia la serie San Ildefonso de 74 cañones, pero reduciendo sus dimensiones principales y con variaciones de diseño.

## Construcción
Los tres barcos de la clase San Fulgencio se encargaron el 16 de mayo de 1786 como versiones más pequeñas de la anterior clase San Ildefonso de 74 cañones. Se desconoce la fecha exacta en que el San Leandro fue puesto en quilla en el Real Astillero de Ferrol, pero fue botado el 27 de noviembre de 1787. Llegó a Cádiz el 12 de enero de 1788 y realizó sus pruebas de mar desde Cartagena como parte de una escuadra al mando del contraalmirante Córdova. El barco fue carenado y forrado su casco de cobre entre junio y julio en el Arsenal de la Carraca (Cádiz). 
La distribución de la artillería a su entrega en 1787, según proyectado es de 26 cañones de 24 libras en la primera batería, 28 cañones de 18 libras en la segunda batería, 12 cañones de 8 libras en el alcázar y castillo de proa y 2 cañones de 8 libras de bronce en funciones de caza, totalizando 68 cañones. En 1805, en la batalla de Trafalgar, se le considera dotado con 74 cañones.
El San Leandro tenía 181 pies de Burgos (50,433 m) en la cubierta de cañones inferior, 1611⁄2 pies de Burgos (45 m) en quilla. Tenía una manga de 491⁄2 pies de Burgos (13,792 m) y un puntal de 2311⁄12 pies de Burgos (6,664 m), siendo el calado de 221⁄12 pies de Burgos en proa (6,152 m) y de 235⁄12 pies de Burgos en popa (6,525 m). El barco desplazó 2472 LT (2512 t)
La tripulación nominal del San Leandro era de 606 entre oficiales y resto de la tripulación. En la batalla de Trafalgar el personal embarcado debía de ser de 580 hombres, pero ante la carencia notable de marinería profesional y artilleros, se tuvo que recurrir a personal de infantería, quedando de este modo en 574 el personal embarcado.

## Historial
El San Leandro estuvo intermitentemente bajo el mando de José de Córdova y Ramos durante los dos años siguientes. Ayudó a transportar tropas desde Cádiz al exclave norteafricano de Ceuta en agosto de 1790. El barco fue carenado y recuperado a su regreso al Arsenal de la Carraca. El San Leandro quedó destinable en Ferrol el 27 de diciembre de ese mismo año.
El barco se volvió a poner en servicio el 19 de marzo de 1793 y se le ordenó patrullar las Azores el mes siguiente. El San Leandro capturó el brig británico Venus y le condujo apresado a La Coruña el 17 de abril. Escoltó a mercantes desde Callao (Virreinato del Perú), a Cádiz el 7 de mayo. El barco pasó los siguientes meses patrullando el Mediterráneo oriental en busca de barcos franceses, ya que España había declarado la guerra a Francia en abril. El San Leandro llegó a Cartagena el 12 de julio y fue asignado a la flota comandada por el vicealmirante Juan de Lángara y Huarte. La flota zarpó hacia la bahía de Rosas el 23 de julio y continuó hasta Tolón, donde llegó el 29 de agosto. El barco transportó tropas españolas y refugiados realistas franceses a Cartagena cuando las fuerzas angloespañolas en Tolón se vieron obligadas a evacuar la ciudad el 19 de diciembre. El San Leandro pasó el mes de febrero de 1794 patrullando en busca de barcos franceses en el Mediterráneo antes de llegar a Cádiz el 13 de marzo.
El barco formaba parte de una flota que partió de Cádiz el 15 de abril con destino a La Habana, en la Capitanía General de Cuba, donde llegó dos meses después. El San Leandro sirvió en las Indias Occidentales españolas durante los siguientes ocho años. Cuando los españoles se vieron obligados a evacuar la Capitanía General de Santo Domingo por los términos de la Paz de Basilea en 1795, a los ciudadanos españoles se les dio un año para evacuar la colonia. El San Leandro transportó a algunas de estas familias de refugiados a La Habana en julio de 1796. Estaba programado para carenar en La Habana en diciembre de 1801 y fue puesto nuevamente en servicio en junio de 1802. El barco estaba esperando madera y suministros para volver a ponerse en servicio el 23 de marzo de 1804 y pudo zarpar desde La Habana a Cádiz en junio-agosto. El San Leandro fue carenado y recuperado en febrero de 1805 en el Arsenal de la Carraca.
Después de haber librado la inconclusa batalla del Cabo Finisterre el 22 de julio contra una flota británica que intentó interceptar su flota combinada franco-española que regresaba de las Indias Occidentales, el vicealmirante Pierre-Charles Villeneuve decidió desobedecer sus órdenes de reunirse con los barcos franceses en Brest porque sus barcos necesitaban reparaciones y muchos tripulantes estaban enfermos. Llegó al puerto amigo más cercano de Vigo, quedando descontento por la incapacidad de los astilleros españoles en Galicia para reparar sus barcos. Influenciado por el comandante español, el almirante Federico Gravina, que tenía órdenes secretas de no permitir que sus barcos se dirigieran a Brest, Villaneuve decidió dirigirse al sur, a la mayor concentración de españoles. barcos en la costa atlántica, y llegó a Cádiz el 20 de agosto.
Allí encontró que su situación apenas mejoró, ya que la escasez de efectivo inicialmente impidió a los franceses comprar alimentos y otros suministros, aunque los barcos españoles transfirieron algunos alimentos a sus barcos hasta que se concertó un préstamo en septiembre. La Armada francesa sólo reclutaba marineros entrenados y a los barcos de Villeneuve les faltaban más de dos mil hombres; al igual que la Marina Real Británica, la Marina Real Española reclutó soldados y hombres de tierra que requerían entrenamiento y tiempo en el mar para volverse competentes. El número de ambos excedía las necesidades a bordo de los barcos en Cádiz, pero la escasez crítica residía en un número insuficiente de artilleros navales capacitados.
Como los barcos de Villeneuve no estaban disponibles para despejar el camino a través de la Royal Navy para permitir que las tropas de Napoleón invadieran Gran Bretaña, Napoleón decidió aprovechar la presencia de la Flota Combinada en Cádiz y ordenó a Villeneuve entrar en el Mediterráneo, encontrarse con los barcos españoles bloqueados en Cartagena y desembarcar tropas para poner fin a la ocupación anglo-rusa de Nápoles.

### Trafalgar
Participa en la batalla de Trafalgar el 21 de octubre de 1805 bajo el mando del capitán José de Quevedo y Chieza. Ocupa el segundo puesto en el centro de la escuadra fuerte, recibiendo órdenes directas del almirante francés Villeneuve. No pudo combatir todo lo posible que hubieran querido los mandos por la posición desfavorable que obtuvo. Logró entrar en Cádiz a la finalización del combate, teniendo el casco inservible y viéndose desarbolado con el temporal de los palos mayor y mesana, con un parte de bajas de marinería de 8 muertos y 22 hombres heridos.
El 28 de abril de 1806 finalizan las reparaciones causadas por las averías en el combate en el astillero de La Carraca, continuando como comandante del navío José Quevedo.

### Guerra de la Independencia Española
El 14 de junio de 1808 intervino en el apresamiento de la escuadra francesa de François Rosilly en Cádiz junto con los navíos Príncipe de Asturias, Terrible, Montañés, San Justo, San Fulgencio y la fragata Flora, además de varias fuerzas sutiles del Apostadero de Cádiz que tomaron parte del primer ataque a la flota de Rosily el 9 de junio.
Se hicieron prisioneros 3.676 hombres de los siguientes 5 navíos franceses: Héros, Algesiras, Plutón, Argonaute y Neptune, más una fragata de nueva construcción con un total de unos 456 cañones entre todos los navíos. Los buques apresados pasaron a la armada española castellanizando los nombres franceses.
El 1 de agosto de 1810 fue retirado del servicio activo, al serle retirada su artillería. Causó baja en la Armada en 1813, en La Habana.